# Conrad Christensen
Conrad Adolf Christensen (født 25. januar 1882, død 30. december 1950) var en norsk bokser, gymnast og bryder. Han boksede for IF Ørnulf, senere for BK Pugilist og vandt en guldmedalje i vægtklassen fjervægt i NM 1909 og i NM 1915.
Christensen var kampleder for en række amatør- og professionelle kampe. Han fik NBFs fortjenestmedalje for at have fremmet boksesporten på en fremragende måde. Han var far til den professionelle boksere Edgar Norman.
Ved OL 1912 i Stockholm var han med på det norske hold i gymnastik efter svensk system. Svenskerne vandt guld efter at have opnået 937,46 point, mens Danmark blev toer med 898,84 point, og nordmændene vandt bronze med 857,21 point. Kun disse tre hold deltog i konkurrencen.
Endvidere vandt Christensen et norsk mesterskab i brydning.